# 衿井駅
衿井駅（クムジョンえき）は、大韓民国京畿道軍浦市衿井洞にある、韓国鉄道公社（KORAIL）の駅。

## 乗り入れ路線
乗り入れている路線は、線路名称上は京釜線・果川線・安山線の3路線である。京釜線は当駅には電車線を走る京釜電鉄線（首都圏電鉄1号線）電車のみが停車する。果川線・安山線は相互直通運転を実施しており、ソウル交通公社4号線も加えて首都圏電鉄4号線という運行形態を形成している。
首都圏電鉄には駅番号が導入されており、京釜電鉄線はP149、果川線・安山線は443の駅番号が付与されている。

## 歴史
- 1988年10月25日 - 鉄道庁（当時）安山線の開通と同時に開業。同時に京釜電鉄線も当駅に接続するようになる[1]。
- 1993年1月15日 - 果川線開業。果川線と安山線の直通運転開始。
- 1994年4月1日 - ソウルメトロ4号線(現ソウル交通公社4号線)-果川線-安山線の直通運転を開始。
- 2003年4月30日 - 安山線と京釜線の直通運転系統廃止。
- 2005年1月1日 - 鉄道庁が韓国鉄道公社に改組される。
- 2006年5月9日 - 北部の新駅舎が竣工。6、7、8番出口の使用開始。
- 2010年 - ホームドア設置。
- 2019年12月30日 - 京釜電鉄線（1号線）衿井駅が急行停車駅となる[2]。

## 駅構造

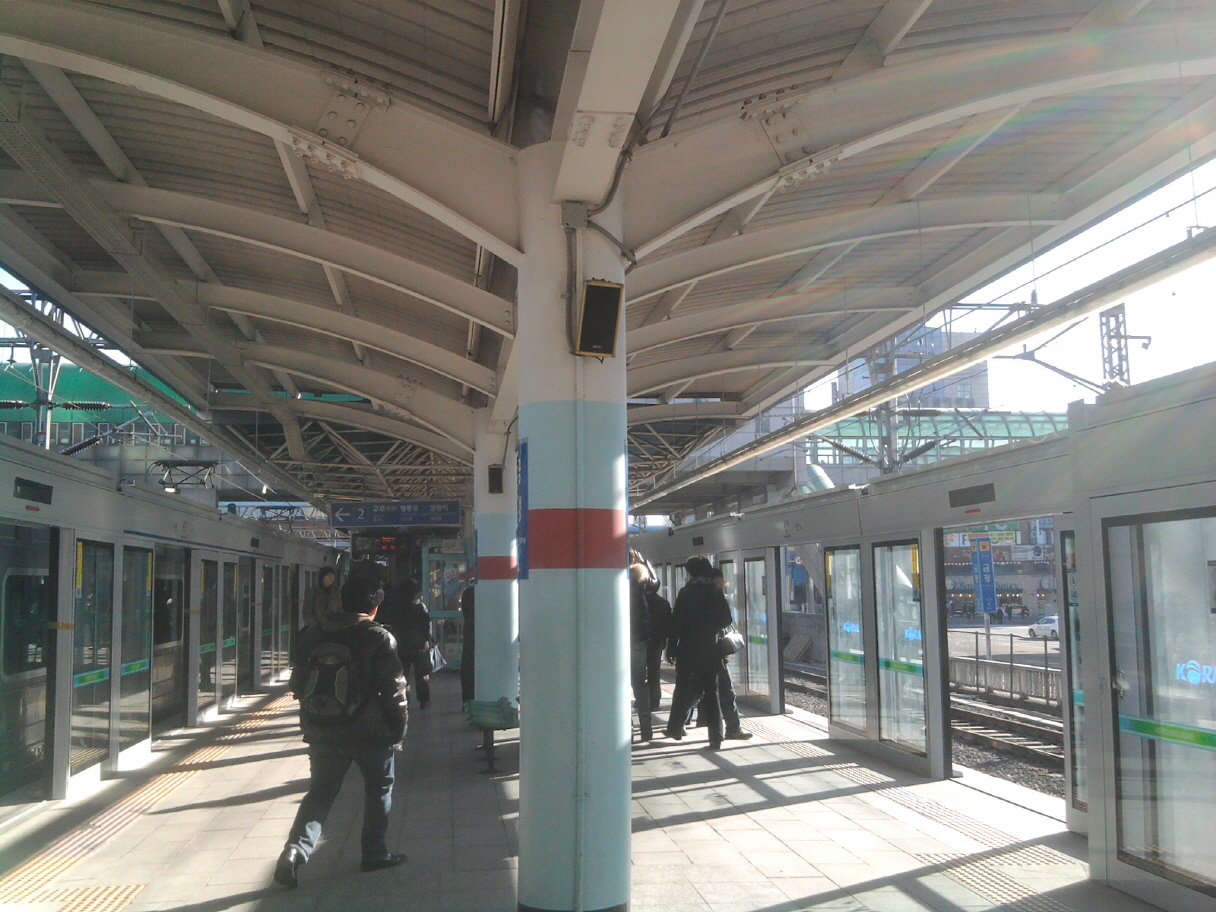
3・4番線ホーム (2011年撮影)

島式ホーム3面7線を有する地上駅で、橋上駅舎を有する。通過線は京釜電鉄線のA急行・B急行や京釜線の列車が使用する。京釜電鉄線は通過線を含めて2面4線を使用しており、その外側に安山線・果川線が発着する。したがって、京釜電鉄線ソウル駅方面と果川線方面、京釜電鉄線水原・天安方面と安山線方面は同一ホームでの乗換えが可能である。
従来は駅南側にのみ駅舎があったがバスの停留所から遠かったなどの理由で、2006年に駅北側にも駅舎を新設した。
出口は南側の駅舎には1番から5番まで、北側の駅舎は6番から8番まで、合計8ヶ所ある。

### のりば
| 1 | 果川線     | 急行・緩行 | 舎堂・ソウル駅・漢城大入口・仏岩山方面 |  |
| 2 | 京釜電鉄線 | 急行・緩行 | 九老・ソウル駅・清凉里・光云大方面     |  |
|   | 通過線     |            | 上り列車の通過                         |  |
|   | 通過線     |            | 下り列車の通過                         |  |
| 3 | 京釜電鉄線 | 急行・緩行 | 水原・西東灘・天安・新昌方面           |  |
| 4 | 安山線     | 急行・緩行 | 山本・中央・安山・烏耳島方面           |  |
| 5 | 安山線     |            | 未使用                                 |  |
| 6 | 果川線     |            | 到着ホーム（終着車両滞泊用）           |  |

## 利用状況
3路線合計の近年の一日平均乗車人員推移は下記の通り。
| 乗車人員 | 乗車人員 | 乗車人員 | 乗車人員 | 乗車人員 | 乗車人員 | 乗車人員 | 乗車人員 | 乗車人員 | 乗車人員 | 乗車人員 | 注 釈 |
| 2000年   | 2001年   | 2002年   | 2003年   | 2004年   | 2005年   | 2006年   | 2007年   | 2008年   | 2009年   | 2010年   | 注 釈 |
| -------- | -------- | -------- | -------- | -------- | -------- | -------- | -------- | -------- | -------- | -------- | ----- |
| 21610    | 24312    | 26154    | 28395    | 21737    | 22514    | 23276    | 24135    | 26033    | 26747    | 27585    | [ 4 ] |

## 駅周辺
駅西側には住宅地が広がる。
- 冠帽初等学校（朝鮮語版）
- 軍浦公団
- 衿井洞住民センター
- 衿井ベンチャータワー
- 衿井総合商街
- 衿井初等学校（朝鮮語版）
- 衿井治安センター
- 山本1洞住民センター
- 山本2洞郵便局
- 山本市場
- 山本初等学校（朝鮮語版）
- ソリン産業
- 韓国電気電子試験研究院
- ハンリムヒューマンタワー
- 安養国際流通団地
- ホームプラス 安養店
- 衿井自動車学校
- 安養川（朝鮮語版）
- ハノル初等学校（朝鮮語版）
- AKプラザ（朝鮮語版） 衿井店
- LSタワー
- メトロ病院

## 隣の駅
韓国鉄道公社
 京釜電鉄線　
急行
安養駅 (P147) - 衿井駅 (P149) - (義王駅 (P152) - 平日ラッシュ時のみ) - 成均館大駅 (P153)

緩行　
鳴鶴駅 (P148) - 衿井駅 (P149) - 軍浦駅 (P150)　
 果川線・安山線　
急行（仏岩山方面は当駅から各駅に停車）・緩行　
ポムゲ駅 (442) - 衿井駅 (443) - 山本駅 (444)　